# جورج ليتلتون روجرز
جورج ليتلتون روجرز (بالإنجليزية: George Lyttleton-Rogers)‏ مواليد 10 يوليو 1906 في جزيرة أيرلندا، كان لاعب كرة مضرب أيرلندي بدأ مسيرته كمحترف سنة 1926 وكان يلعب باليد اليمنى. أعلى تصنيف له في الزوجي كان المركز الـ 1 في سنة 1947.

## روابط خارجية
- جورج ليتلتون روجرز على موقع رابطة محترفي التنس (الإنجليزية)
- جورج ليتلتون روجرز على موقع الاتحاد الدولي لكرة المضرب (الإنجليزية)
- جورج ليتلتون روجرز على موقع كأس ديفيز (الإنجليزية)
- جورج ليتلتون روجرز على موقع أرشيف التنس.كوم (الإنجليزية)
- جورج ليتلتون روجرز على موقع بطولة ويمبلدون (الإنجليزية)
- جورج ليتلتون روجرز على موقع خلاصة التنس.كوم (الإنجليزية)